# وسائل الإعلام الرياضية الأوروبية
وسائل الإعلام الرياضية الأوروبية (بالإنجليزية: European Sports Media)‏ اختصارا ESM. والمعروفة سابقًا بـ المجلات الرياضية الأوروبية. هي جمعية من الصحف المختصة بكرة القدم.

## الأعضاء
تأسست وسائل الإعلام الرياضية الأوروبية في عام 1989 كهيئة دولية لصحافة كرة القدم. الأعضاء التسعة المؤسسون هم: آبولا (البرتغال)، دون بالون (إسبانيا)، مجلة الرياضة / القدم (بلجيكا)، لاغازيتا ديلو سبورت (إيطاليا)، كيكر (ألمانيا)، أونزي مونديال (فرنسا)، سبورت (سويسرا)، فوتبول إنترناشيونال (هولندا)، مجلة وورد سوكر (المملكة المتحدة). تختلف عضوية ESM بمرور الوقت. الأعضاء السابقين تشمل فرانس فوتبول.
- آبولا
- فاناتيك
- فوتبال انترناشونال
- كيكر
- سبورت اكسبريس
- مجلة الرياضة
- تسيسبليلت
- التلغراف
- صحيفة فرانكفورتر العامة
- مجلة وورد سوكر
- ماركا
- سو فوت
- نيمزيتي سبورت
- لاغازيتا ديلو سبورت

## الجوائز
تمنح وسائل الإعلام الرياضية الأوروبية الجوائز التالية:
- جائزة الحذاء الذهبي الأوروبي. منذ موسم 1996–97، تمنح وسائل الإعلام الرياضية الأوروبية هذه الجائزة سنويًا لأكثر مهاجم يسجل أهداف في الدوري المحلي في أوروبا.[3][4]
- فريق الموسم. بعد اختيار فريق الموسم لموسم 1994–95، وضعت وسائل الإعلام الرياضية الأوروبية نظام تقييم شهري. حيث يختار كل عضو من أعضائها أفضل 11 لاعب في الدوريات الأوروبية كل شهر من سبتمبر إلى مايو. أكثر اللاعبين ظهوراً في تلك التشكيلات خلال الموسم يتم وضعهم في فريق الموسم.[3][5]
- جائزة أفضل لاعب في أوروبا. منذ 2011، بالشراكة مع الاتحاد الأوروبي لكرة القدم، تتتولى وسائل الإعلام الرياضية الأوروبية عملية التصويت والإدارة لجائزة أفضل لاعب في أوروبا، والتي تمنح لأبرز لاعب في الموسم الأوروبي.[3][6]

## فريق الموسم

### 1995–2000
| الموسم  | الحارس           | الدفاع                                                         | الوسط                                                         | الهجوم                                  |
| ------- | ---------------- | -------------------------------------------------------------- | ------------------------------------------------------------- | --------------------------------------- |
| 1994–95 | فيتور بايا       | باولو مالديني ماتياس زامر فرانك ريكارد داني بلايند             | جيانفرانكو زولا ياري ليتمانن مايكل لاودروب                    | إيفان زامورانو آلان شيرر يورغن كلينسمان |
| 1995–96 | أدوين فان در سار | باولو مالديني فرانك دي بور لوران بلان داني بلايند              | أليساندرو دل بييرو راي ياري ليتمانن محمد شول                  | جورج ويا إيريك كانتونا                  |
| 1996–97 | أنجلو بيروتزي    | روبرتو كارلوس فرناندو هييرو تشيرو فيرارا جوكيلين أنغلوما       | راؤول أليساندرو دل بييرو كلارنس سيدورف لويس إنريكي            | رونالدو دافور شوكر                      |
| 1997–98 | أنجلو بيروتزي    | روبرتو كارلوس فرناندو هييرو لوران بلان غاري نيفيل              | أليساندرو دل بييرو زين الدين زيدان فيرناندو ريدوندو لويس فيغو | رونالدو كريستيان فييري                  |
| 1998–99 | كارلوس روا       | بيسنتي ليزارازو ياب ستام لوران بلان ليليان تورام               | ريفالدو سينيشا ميهايلوفيتش شتيفان إيفنبرغ ديفيد بيكهام        | راؤول غابرييل باتيستوتا                 |
| 1999–00 | أوليفر كان       | روبرتو كارلوس باولو مالديني سينيشا ميهايلوفيتش جوكيلين أنغلوما | ريفالدو خوان سيباستيان فيرون روي كين لويس فيغو                | راؤول أندري شيفتشينكو                   |

### 2001–2010
| الموسم  | الحارس           | الدفاع                                                   | الوسط                                                    | الهجوم                                             |
| ------- | ---------------- | -------------------------------------------------------- | -------------------------------------------------------- | -------------------------------------------------- |
| 2000–01 | أوليفر كان       | روبرتو كارلوس سامي هيبيا أليساندرو نيستا جوكيلين أنغلوما | بافل نيدفيد فرانشيسكو توتي محمد شول غازيكا مندييتا       | مايكل أوين هرنان كرسبو                             |
| 2001–02 | فرانشيسكو تولدو  | روبرتو كارلوس والتر صامويل لوسيو كارليس بويول            | فريدريك ليونغبرغ زين الدين زيدان مايكل بالاك روبن باراخا | رود فان نيستلروي كريستيان فييري                    |
| 2002–03 | جانلويجي بوفون   | باولو مالديني دانييل فان بويتن كارليس بويول ليليان تورام | روبرتو كارلوس بافل نيدفيد زين الدين زيدان                | كريستيان فييري ماتيا كيجمان روي ماكاي              |
| 2003–04 | تيمو هيلدبراند   | روبرتو كارلوس والتر صامويل روبرتو أيالا باولو فيريرا     | رونالدينيو فرانشيسكو توتي زين الدين زيدان لودوفيك جيولي  | أندري شيفتشينكو تييري هنري                         |
| 2004–05 | بيتر تشيك        | فابيو كانافارو جون تيري كارليس بويول                     | فرانك لامبارد مارك فان بوميل ديكو رونالدينيو             | آريين روبن صامويل إيتو أندري شيفتشينكو             |
| 2005–06 | بيتر تشيك        | كارليس بويول لوسيو كريس                                  | رونالدينيو فرانك لامبارد إستيبان كامبياسو جونينيو        | ليونيل ميسي صامويل إيتو لوكا توني                  |
| 2006–07 | غريغوري كوبيه    | ماركو ماتيراتزي نيمانيا فيديتش داني ألفيس                | ديان ستانكوفيتش فرانشيسكو توتي جونينيو كريستيانو رونالدو | زلاتان إبراهيموفيتش ديدييه دروغبا فريديريك كانوتيه |
| 2007–08 | إيكر كاسياس      | سيرخيو راموس كريستيان بانوتشي ريو فرديناند ويليام غالاس  | كريستيانو رونالدو سيسك فابريغاس فرانك ريبيري             | ليونيل ميسي زلاتان إبراهيموفيتش فرناندو توريس      |
| 2008–09 | أدوين فان در سار | داني ألفيس جون تيري مايكون نيمانيا فيديتش                | ليونيل ميسي تشافي ستيفن جيرارد                           | وداد إيبيشيفيتش صامويل إيتو غرافيتي                |
| 2009–10 | جوليو سيزار      | جون تيري مايكون لوسيو                                    | داني ألفيس سيسك فابريغاس فرانك لامبارد ويسلي سنايدر      | ليونيل ميسي آريين روبن واين روني                   |

### 2010–الآن
| الموسم  | الحارس                | الدفاع                                                              | الوسط                                          | الهجوم                                                      |
| ------- | --------------------- | ------------------------------------------------------------------- | ---------------------------------------------- | ----------------------------------------------------------- |
| 2010–11 | فيكتور فالديز         | داني ألفيس ماتس هوملز نيمانيا فيديتش جيرارد بيكيه                   | تشافي أندريس إنييستا نوري شاهين                | ليونيل ميسي كريستيانو رونالدو صامويل إيتو                   |
| 2011–12 | مانويل نوير           | فينسنت كومباني داني ألفيس سيرخيو راموس ماتس هوملز                   | تشافي شينجي كاغاوا أندريا بيرلو                | ليونيل ميسي كريستيانو رونالدو روبين فان بيرسي               |
| 2012–13 | مانويل نوير           | فيليب لام دانتي جورجيو كيلليني                                      | باستيان شفاينشتايغر توماس مولر إيلكاي غوندوغان | غاريث بيل ليونيل ميسي زلاتان إبراهيموفيتش كريستيانو رونالدو |
| 2013–14 | تيبو كورتوا           | جيرارد بيكيه بيبي المهدي بن عطية دافيد ألابا                        | فيليب لام يحيى توريه أرتورو فيدال              | كريستيانو رونالدو لويس سواريز زلاتان إبراهيموفيتش           |
| 2014–15 | مانويل نوير           | برانيسلاف إيفانوفيتش سيرخيو راموس جورجيو كيلليني جيرارد بيكيه       | آريين روبن إدين هازارد سيسك فابريغاس           | ليونيل ميسي كريستيانو رونالدو لويس سواريز                   |
| 2015–16 | كيلور نافاس           | مارسيلو دييغو غودين جيرارد بيكيه فيليبي لويس                        | بول بوغبا أنخيل دي ماريا نغولو كانتي           | لويس سواريز غونزالو هيغواين ليونيل ميسي                     |
| 2016–17 | جانلويجي بوفون        | مارسيلو سيرخيو راموس دافيد لويز ليوناردو بونوتشي                    | نغولو كانتي تياغو باولو ديبالا                 | كريستيانو رونالدو ليونيل ميسي إدينسون كافاني                |
| 2017–18 | مارك أندريه تير شتيغن | جورجيو كيلليني صامويل أومتيتي نيكولاس أوتامندي جوردي ألبا           | أندريس إنييستا كيفين دي بروين دافيد سيلفا      | محمد صلاح ليونيل ميسي نيمار                                 |
| 2018–19 | مارك أندريه تير شتيغن | جوشوا كيميش فيرجيل فان ديك جيرارد بيكيه جوردي ألبا                  | إدين هازارد بول بوغبا ماركو رويس               | ليونيل ميسي ساديو ماني كريستيانو رونالدو                    |
| 2019–20 | مارك أندريه تير شتيغن | ترنت ألكساندر-أرنولد فيرجيل فان ديك دايوت أوباميكانو أندرو روبرتسون | كيفين دي بروين جوردان هندرسون أنخيل دي ماريا   | ليونيل ميسي روبرت ليفاندوفسكي آرلينغ هالاند                 |

### حسب اللاعب

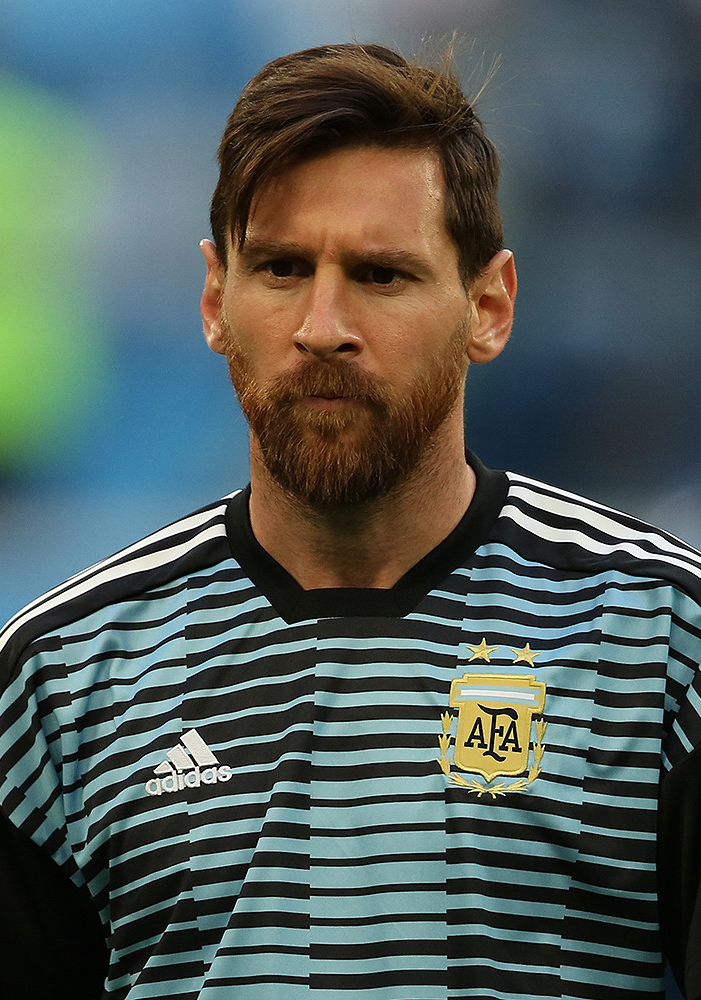
ليونيل ميسي أكثر لاعب ظهر في تشكيلة الموسم (13 مرة).

| الظهور | اللاعب                | أول ظهور | أخر ظهور |
| ------ | --------------------- | -------- | -------- |
| 13     | ليونيل ميسي           | 2005–06  | 2019–20  |
| 9      | كريستيانو رونالدو     | 2006–07  | 2018–19  |
| 7      | روبرتو كارلوس         | 1996–97  | 2003–04  |
| 5      | داني ألفيس            | 2006–07  | 2011–12  |
| 4      | باولو مالديني         | 1994–95  | 2002–03  |
| 4      | زين الدين زيدان       | 1997–98  | 2003–04  |
| 4      | كارليس بويول          | 2001–02  | 2005–06  |
| 4      | صامويل إيتو           | 2004–05  | 2010–11  |
| 4      | زلاتان إبراهيموفيتش   | 2006–07  | 2013–14  |
| 4      | سيرخيو راموس          | 2007–08  | 2016–17  |
| 4      | جيرارد بيكيه          | 2010–11  | 2018–19  |
| 3      | أليساندرو دل بييرو    | 1995–96  | 1997–98  |
| 3      | لوران بلان            | 1995–96  | 1998–99  |
| 3      | راؤول                 | 1996–97  | 1999–00  |
| 3      | جوكيلين أنغلوما       | 1996–97  | 2000–01  |
| 3      | كريستيان فييري        | 1997–98  | 2002–03  |
| 3      | أندري شيفتشينكو       | 1999–00  | 2004–05  |
| 3      | فرانشيسكو توتي        | 2000–01  | 2006–07  |
| 3      | لوسيو                 | 2001–02  | 2009–10  |
| 3      | رونالدينيو            | 2003–04  | 2005–06  |
| 3      | فرانك لامبارد         | 2004–05  | 2009–10  |
| 3      | جون تيري              | 2004–05  | 2009–10  |
| 3      | آريين روبن            | 2004–05  | 2014–15  |
| 3      | نيمانيا فيديتش        | 2006–07  | 2010–11  |
| 3      | سيسك فابريغاس         | 2007–08  | 2014–15  |
| 3      | تشافي                 | 2008–09  | 2011–12  |
| 3      | مانويل نوير           | 2011–12  | 2014–15  |
| 3      | جورجيو كيلليني        | 2012–13  | 2017–18  |
| 3      | لويس سواريز           | 2013–14  | 2015–16  |
| 3      | مارك أندريه تير شتيغن | 2017–18  | 2019–20  |

## وصلات خارجية
- وسائل الإعلام الرياضية الأوروبية